# 東方狗母魚
東方狗母魚，為輻鰭魚綱仙女魚目合齒魚亞目合齒魚科的其中一種，分布於西北太平洋的台灣及日本海域，棲息深度2-32公尺，體長可達23.4公分，為底棲性魚類，屬肉食性，生活習性不明。